# Арсієнко Руслан Леонідович
Русла́н Леоні́дович Арсіє́нко (нар. 15 січня 1979 — 24 липня 2016) — старший сержант Збройних сил України, учасник російсько-української війни.

## Життєпис
Народився 1979 року у місті Вишгород (Київська область), навчався в інтернаті. Працював автомеханіком.
12 серпня 2015 року мобілізований; старший сержант, гранатометник 122-го окремого аеромобільного батальйону, 81-ша бригада.
24 липня 2016 року загинув опівдні у промзоні Авдіївки під час бойового зіткнення з ДРГ противника: троє десантників прийняли нерівний бій, загинули Руслан Арсієнко та старший солдат Олег Голуб, один зазнав поранення, противник поніс втрати в живій силі.
26 липня 2016-го похований у Вишгороді.
Без Руслана лишились дружина та дві доньки — 1996 р.н. та 2004 р.н.

## Нагороди та вшанування
- указом Президента України № 511/2016 від 19 листопада 2016 року «за особисту мужність і високий професіоналізм, виявлені у захисті державного суверенітету та територіальної цілісності України, вірність військовій присязі» — нагороджений орденом «За мужність» III ступеня (посмертно)[1].
- 18 жовтня 2016 року відкрито меморіальну дошку Руслану Арсієнку на будівлі Вишгородської районної гімназії «Інтелект».
- 10 вересня 2020 року рішенням Вишгородської міської ради № 67/3 присвоєно звання «Почесний громадянин міста Вишгород» (посмертно).[2]